# Reflektron

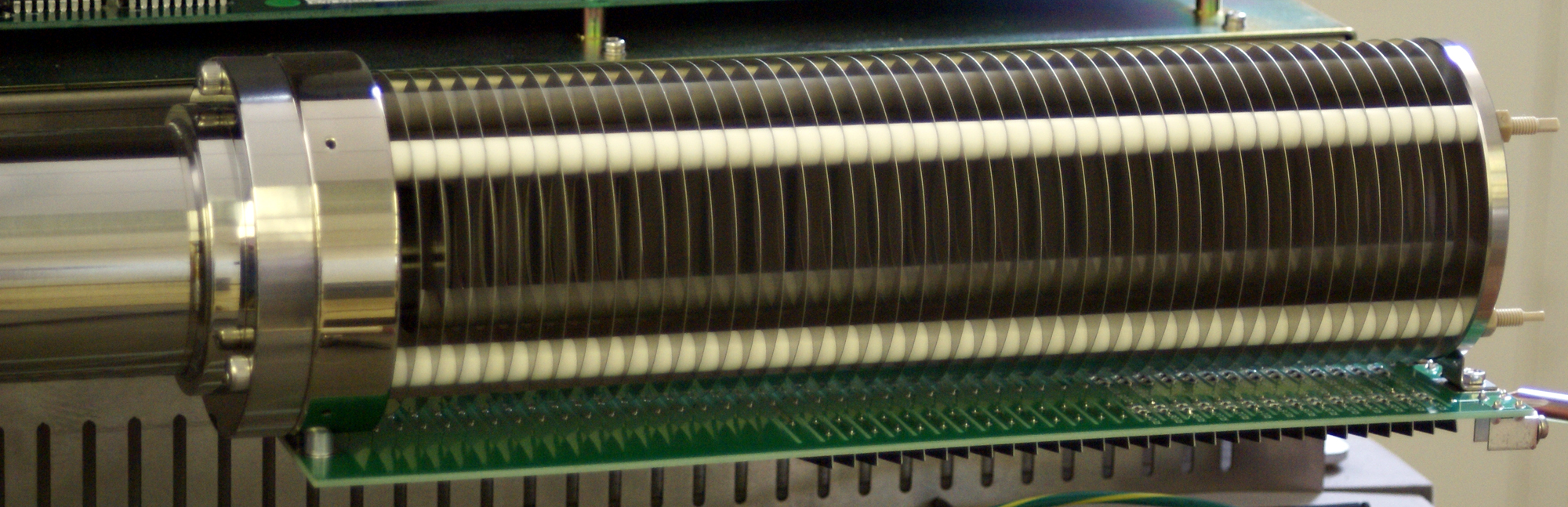
Elektrodenstapel eines Reflektrons (rechts) am Anschlussrohr zum Massenspektrometer (links)

Ein Reflektron ist ein Bestandteil mancher Flugzeitmassenspektrometer, der verwendet wird, um die Ionen in ihrer Flugrichtung umzukehren. Dadurch wird der Einfluss ihrer kinetischen Energieverteilung auf die Flugzeit verringert.

## Prinzip
Durch eine Reihe von Elektroden mit unterschiedlichen Spannungen wird ein elektrisches Feld mit einem Gradienten erzeugt, das die Ionen abbremst und anschließend wieder in die Gegenrichtung beschleunigt. Treten nun zwei Ionen mit gleicher Masse aber unterschiedlicher kinetischer Energie in das Feld ein, so legt das Ion mit der höheren kinetischen Energie einen weiteren Weg zurück, bis es vollständig abgebremst ist, als dasjenige mit der geringeren kinetischen Energie. Durch diese zusätzliche Wegstrecke treffen beide Ionen dann zum selben Zeitpunkt auf dem Detektor auf. Das verwendete elektrische Feld kann statisch oder zeitabhängig sein. Das Reflektron ist aus einer gepulsten Ionenquelle, einem feldfreien Bereich im Anschlussrohr, einem Ionenspiegel und dem Detektor aufgebaut.

## Anwendungsgebiete
Das Reflektron wird bei manchen Massenspektrometern verwendet, um einzelne Ionen, z. B. von Peptidfragmenten, nach einer zweiten Fragmentierung genauer in ihrer Molmasse und teilweise dadurch erst eindeutig bestimmen zu können. Durch die Angleichung der unterschiedlichen kinetischen Energien der Ionen ergibt sich in einer Verbesserung der Messgenauigkeit des Masse-zu-Ladung-Verhältnisses bis auf wenige Dalton pro Elektron. In Kombination mit einer zweiten Fragmentierung der Peptidfragmente in Aminosäurefragmente kann so nicht nur eine eindeutige Identifizierung, sondern im Zuge einer De-Novo-Peptidsequenzierung die Aminosäuresequenz eines Peptids bestimmt werden.

## Reflektron mit einem Feld

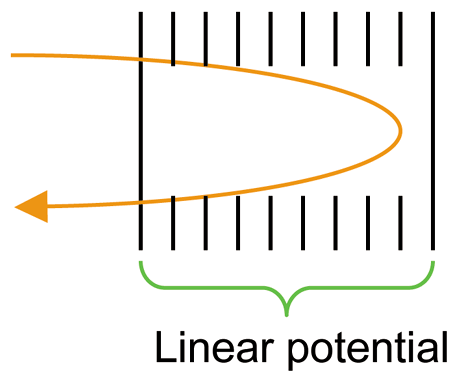
Schema eines Reflektrons mit einem elektrischen Feldbereich

Ein Reflektron mit einem elektrischen Feldbereich (englisch single-stage reflectron) erzeugt im Ionenspiegel ein homogenes elektrisches Feld. Die Verteilung der Spannung entlang der zentralen Achse kann linear oder nichtlinear sein. Das elektrische Feld kann konstant oder zeitabhängig sein. Bei einem homogenen Feld werden die Bereiche ohne Feld (englisch zero field) und die im Ionenspiegel liegenden Bereiche mit Feld durch ein durchlässiges Metallgitter (95 % durchlässig) getrennt. Das Reflektron mit einem elektrischen Feld erlaubt eine vergleichsweise höhere Auflösung bei Ionen, deren kinetische Energie relativ geringe Unterschiede (von wenigen Prozent) zueinander aufweisen.
Die Flugzeit t der Ionen mit der Masse m, der Ladung q, der Beschleunigungsspannung U ist in einem homogenen Feld
{\displaystyle t(U)={\frac {L}{\sqrt {2U}}}{\sqrt {\frac {m}{q}}}\ +{\frac {2L_{m}{\sqrt {2U}}}{U_{m}}}{\sqrt {\frac {m}{q}}}\ }
mit der Wegstrecke der Ionen im feldfreien Bereich L, der Länge des Ionenspiegels Lm, der Spannung über den Ionenspiegel Um.
Für eine Kompensationsbedingung erster Ordnung der Flugzeit t bei der Streubreite dU der kinetischen Energie U sollte folgende Bedingung erfüllt sein:
{\displaystyle {\frac {dt}{dU}}=0}
Unter der Annahme, dass die kinetische Energie der Ionen im feldfreien Bereich gleich der potentiellen Energie der Ionen nahe dem Umkehrpunkt im Ionenspiegel ist, und dass der Umkehrpunkt nahe an der hinteren Elektrode im Ionenspiegel liegt (Um = U), folgt
{\displaystyle L_{m}={\frac {L}{4}}}
In der Praxis sollte die Länge des Ionenspiegels 10–20 % größer sein, um auch alle Ionen mit gestreuter kinetischer Energie zu messen.
Das elektrische Feld Em im Ionenspiegel eines Reflektrons mit einem elektrischen Feld sollte sein:
{\displaystyle E_{m}={\frac {4U}{L}}}
In Fällen größerer Streubreite dU wird die relative Breite des Signals (englisch peak) dt/t in einem Reflektron mit einem Feld durch den unkompensierten Anteil der Flugzeit t(U) bestimmt, proportional zu
{\displaystyle {\frac {dt}{t}}=k{\frac {d^{2}t}{dU^{2}}}}
mit k als Konstante der Parameter des Reflektrons mit einem Feld.

## Reflektron mit zwei Feldern

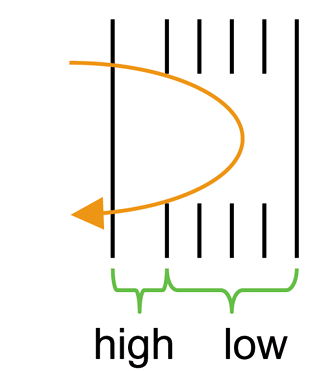
Schema eines Reflektrons mit zwei Feldbereichen

Der Ionenspiegel in diesem Reflektrontyp besitzt zwei Bereiche mit unterschiedlichen elektrischen Feldern. Dies erlaubt es, beide Ableitungen von t(U) in Bezug auf U auf null zu stellen. Dadurch können, im Vergleich zu Reflektrons mit einem Feld, größere Streubreiten kinetischer Energie kompensiert werden. Üblicherweise werden Reflektrons mit zwei Feldern bei der orthogonal acceleration time-of-flight mass spectrometry (oa-TOF-MS, Flugzeitmassenspektrometrie mit orthogonaler Beschleunigung) verwendet. Der Aufbau nach Mamyrin beinhaltet zwei hochdurchlässige leitfähige Gitter zur Trennung der beiden Feldbereiche. Die Auflösung in einem Reflektron mit zwei Feldern wird hauptsächlich durch die Streuung der Ionen durch die Gitter, die Streubreite der kinetischen Energie der Ionen nach der pulsierten Ionisierungsquelle und der Genauigkeit des Aufbaus festgelegt. Zur Minderung der Streuung sollte der Bereich der ersten Entschleunigung relativ groß sein. Der Effekt der Streuung der Ionen auf die Auflösung kann durch einen geeigneten Gitteraufbau gemindert werden.

## Gitterloses Reflektron
Ein Typ des gitterlosen Reflektrons verwendet ein gekrümmtes elektrisches Feld im Ionenspiegel, bei dem das Potential entlang der Achse nichtlinear von der Entfernung {\displaystyle x} zum Eingang des Ionenspiegels abhängt. Die Kompensation der Flugzeit für Ionen unterschiedlicher kinetischer Energie kann durch Anpassung der Spannung erreicht werden.
Das elektrische Potential im Ionenspiegel eines Reflektrons mit quadratischem Feld ist proportional zum Quadrat der Entfernung zum Eingang des Ionenspiegels:
{\displaystyle V(x)=kx^{2}}
was den Fall eines eindimensionalen harmonischen Feldes darstellt. Wenn sowohl die Ionisierungsquelle als auch der Detektor am Eingang des Ionenspiegels angebracht sind und wenn die Ionen nahe der Achse des Ionenspiegels liegen, ist die Flugzeit der Ionen im Reflektron mit quadratischem Feld beinahe unabhängig von der kinetischen Energie der Ionen.
Ein gitterloser Ionenspiegel mit nichtlinearem Feld mit vereinfachtem Aufbau aus drei Bestandteilen wurde beschrieben.

## Post-source Decay
Bei einem Reflektron mit MALDI als Ionenquelle kann im Vakuum eine weitere Fragmentierung der Molekülionen der ersten Fragmentierung nach der Ionisierungsquelle (englisch post-source decay‚ PSD, Zerfall nach der Quelle) erfolgen. Das Post-source Decay wird zur Untersuchung komplexer Moleküle verwendet, unter anderem zur Proteinsequenzierung durch De-Novo-Peptidsequenzierung.
Beim Post-source Decay fragmentieren die Vorläuferionen mit einer kinetischen Energie von einigen Kiloelektronvolt durch Laser oder hochenergetische Kollisionen (englisch high-energy collision-induced dissociation, HCD). Das für eine Messung geeignete Zeitintervall beginnt mit dem Austritt der Vorläuferionen aus der Ionenquelle und endet mit dem Eintreffen der Ionen am Ionenspiegel. Die kinetische Energie der entstehenden Fragmente (PSD-Ionen) mit der Masse m unterscheidet sich deutlich von der der Vorläuferionen mit der Masse M und ist proportional zu m/M. Dadurch ist zwar die Verteilung der kinetischen Energien vergleichsweise groß, aber E/m und damit die Geschwindigkeitsverteilung ist klein. Daher werden anschließend die Ionen auf vergleichsweise hohe kinetische Energien beschleunigt (Faktor 4 zu den Vorläuferionen), um eine ausreichende Auflösung für die PSD zu erzielen. Eine Verwendung von gitterlosen Reflektrons mit Ionenspiegel mit gekrümmtem Feld oder mit zeitabhängigem Feld kann ebenso die Auflösung verbessern.

## Geschichte
Die Idee für ein Reflektron wurde erstmals 1956 von S. G. Alichanow entwickelt. Im Jahr 1973 wurde es im Labor von Boris Alexandrowitsch Mamyrin umgesetzt.